# Костел Святого Михаїла (Кам'янець-Подільський)
Костел Святого Михаїла та жіночий домініканський кляштор, або Костел домініканок — культова споруда та монастир. Адреса — м. Кам'янець-Подільський, вул. Францисканська, 10. Складові комплексу: костел святого Михаїла та келії.

## Історія
Спочатку домініканський кляштор розташовувався біля заснованого 1615 року Ельжбетою (Єлизаветою) Ціпловською дерев'яного костелу святої Катерини Сієнської. Черниці жили спочатку в кам'яниці Лянцкоронських. Марія з Могил Потоцька надала їм у 1643 р. палац Потоцьких, який розташовувався біля Вітряної брами, там домінікани почали будувати новий кляштор, який після турецького перебування був перетворений на бастіони. Будівництво костелу велося в період з 1710 по 1722 роки.
При монастирі до 1833 року існувала школа для дівчат.
У 1864 року монастир домініканок був скасований в числі інших католицьких монастирів. 1866 року монастир повністю закрила російська влада. Корпуси келій були пристосовані під Кримінальну палату, 2-гу Поліцейську частину та казарми губернського батальйону.
У 1906 року костел пристосований під православну церкву.
У 1917—1941 роках монастирські споруди і костел використовувались під тюремні приміщення, радянська влада влаштувала в'язницю, а в його підземеллі — катівню. Німецькі нацисти під час окупації в 40-х роках зробили тут гетто. В повоєнний час — під заводські.
Від незалежності з 1991 року комплекс переданий Кам'янець-Подільській дієцезії римо-католицької церкви. В червні 2009 року пошкоджений пожежею.
Станом на 2023 рік відбуваються реставраційні роботи.

## Музей пам'яті невинно закатованих
На території римо-католицького костелу архистратига Михаїла у колишньому кляшторі сестер-домініканок, облаштовують музей пам'яті невинно закатованих НКВДистами та нацистами в 1920-му—1945-му роках. За словами єпископа Кам'янець-Подільської дієцезії римо-католицької церкви Леона Дубравського, робить це католицька громада міста, аби повернути історичну справедливість.
Виявилося, що у 20-тих роках минулого століття у приміщенні монастиря радянська влада влаштувала в'язницю, а в його підземеллі — катівню. Німецькі нацисти під час окупації в 40-х роках зробили тут гетто. Підчас реставраційних робіт у підвальних приміщеннях колишнього монастиря працівники розкопали чимало людських кісток, деякі залишили для майбутнього музею. В підземеллі, були поховані рештки тих людей, яких розстрілювали там в 30-х роках минулого століття, найбільше — в 1937 році. За деякими спогадами, наприклад, в день привозили до ста чоловік. Із цієї сотні двадцять відправляли в табори на північ, решта зникали безвісти. В 50-х—70-х роках проходили процеси з реабілітації цих людей і родинам приходили довідки про те, що їхні рідні незаконно розстріляні.

## Світлини

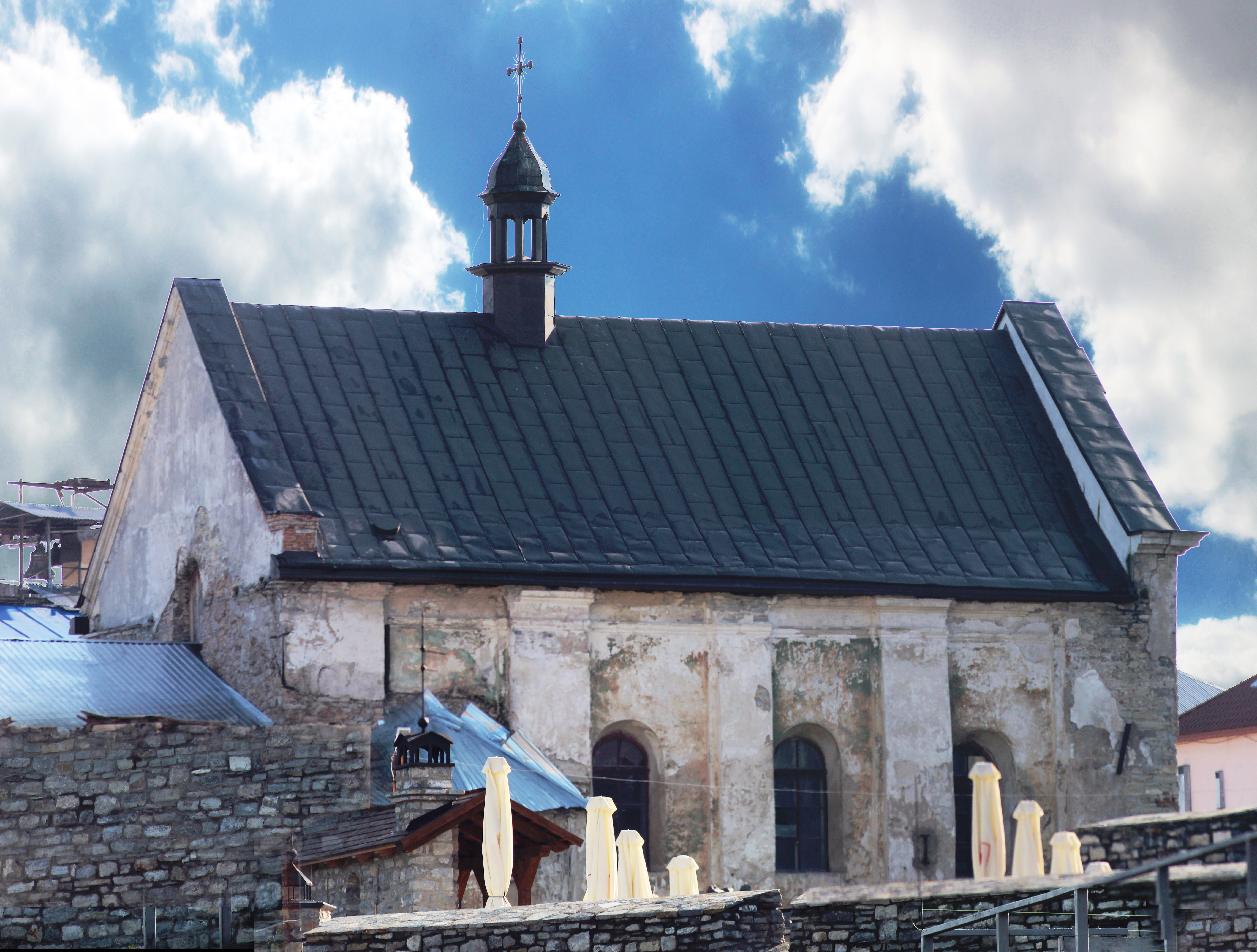
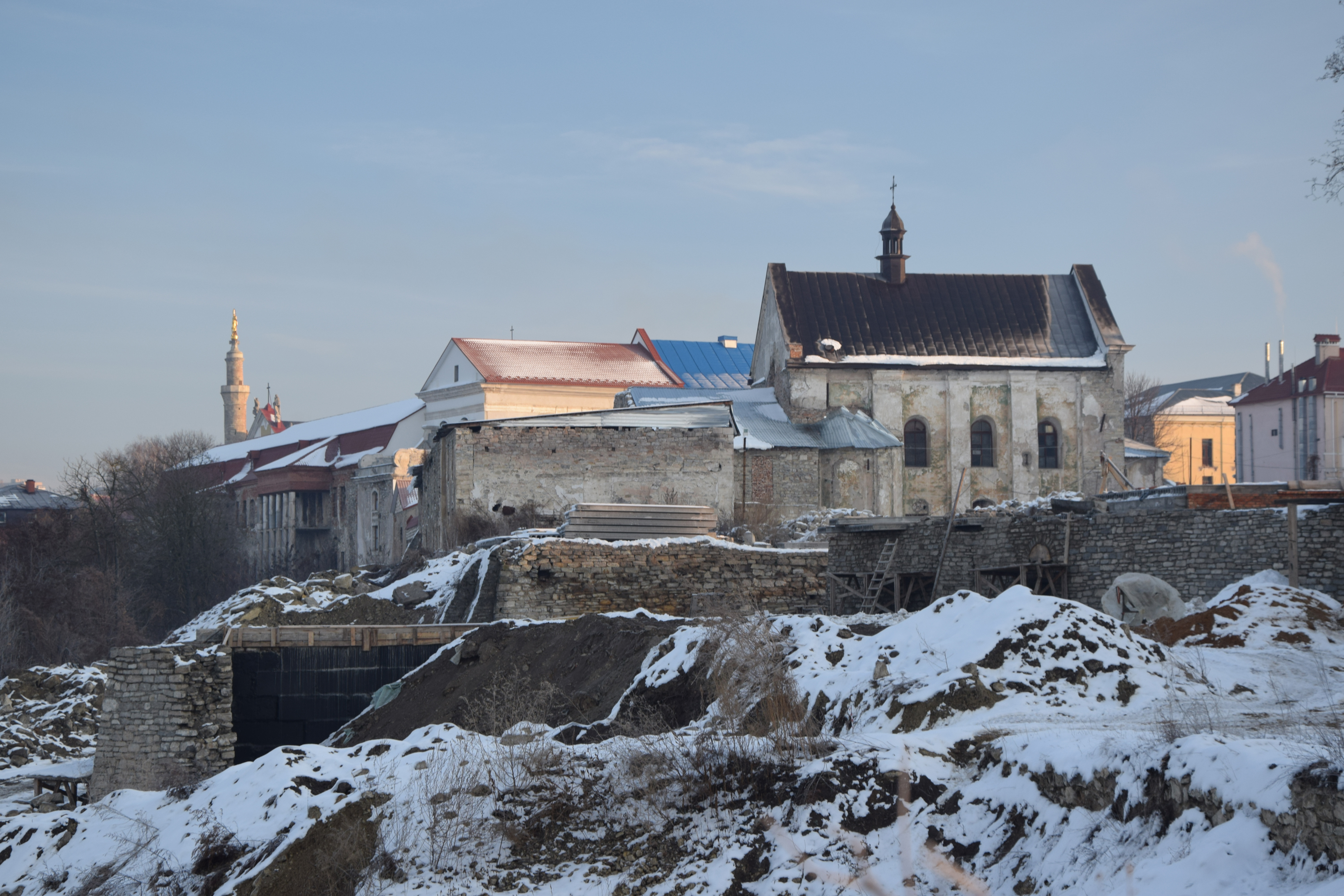
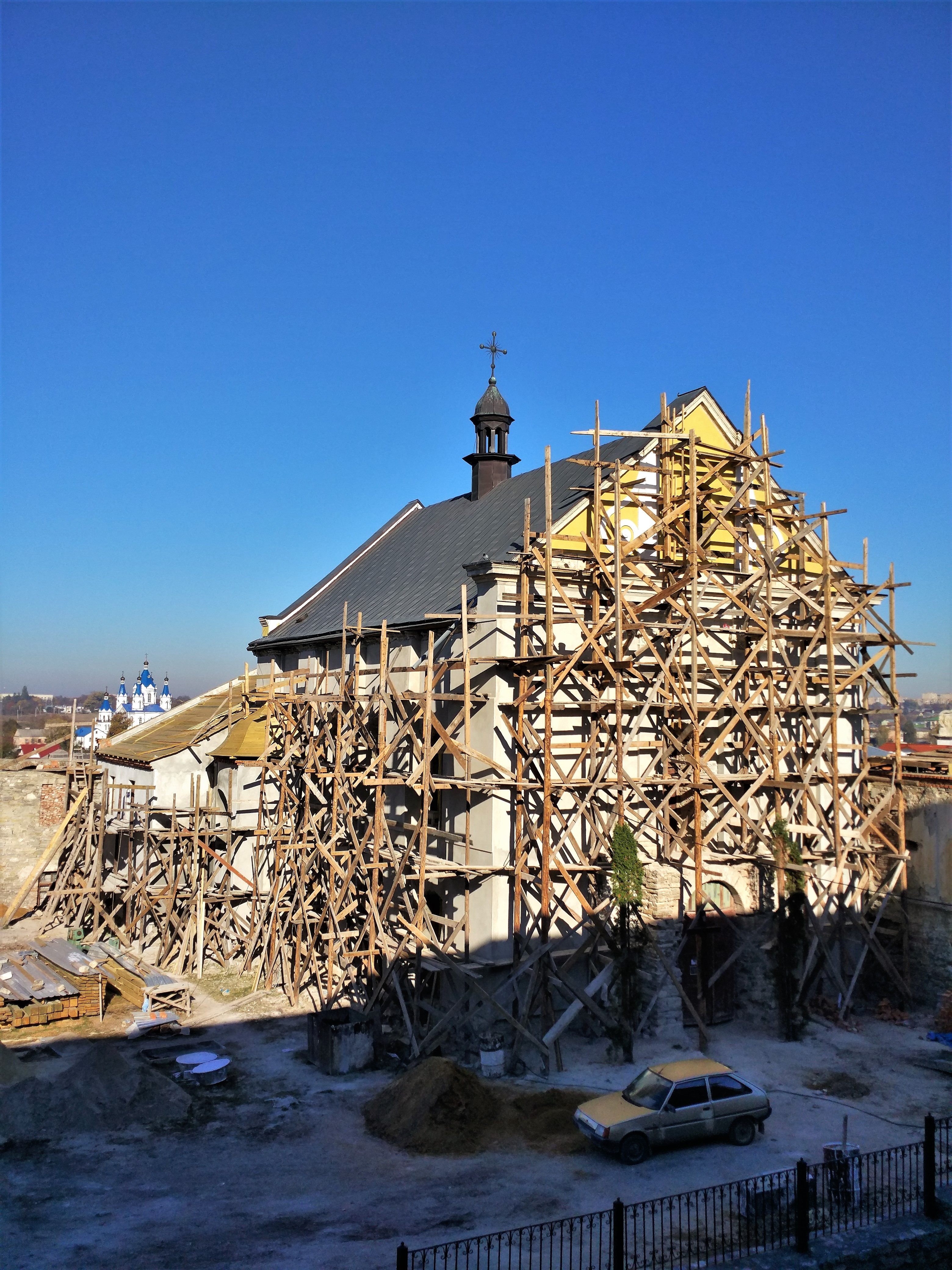